# Hemiercus kastoni
Hemiercus kastoni é uma espécie de aranha pertencente à família Theraphosidae (tarântulas).

## Outros
- Lista das espécies de Theraphosidae (Lista completa das Tarântulas.)